# María Antonia Morales
María Antonia Morales Villagrán (Cañete, 1 de septiembre de 1931-Santiago, 25 de diciembre de 2024) fue una abogada y jueza chilena. Fue la primera mujer en ejercer como ministra de la Corte Suprema de Chile, cargo que desempeñó entre 2001 y 2006.

## Biografía
Hija de Pedro Morales y María Villagrán, nació en Cañete, antigua provincia de Concepción, el 1 de septiembre de 1931. Ingresó a estudiar leyes en la Facultad de Derecho de la Universidad de Chile, egresando con la tesis “Estudio crítico de la jurisprudencia, artículos 588 al 606 del Código de Procedimiento Civil”.y juró como abogada ante la Corte Suprema el 4 de diciembre de 1961.

## Carrera judicial
María ingresó al Poder Judicial en 1956, como oficial segundo en el Segundo Juzgado Civil de San Miguel. Luego ejerció en el Primer Juzgado del Crimen de San Miguel y más tarde como jueza titular de letras en Diego de Almagro. Siguió avanzando en su carrera judicial como jueza titular del Primer Juzgado del Crimen de San Miguel. Posteriormente ejerció el cargo de relatora titular de la Corte de Apelaciones de Santiago. Entre 1977 y 1985 fue jueza titular del Cuarto Juzgado Civil de Santiago y desde 1985 al 2001 se desempeñó como Ministra de la Corte de Apelaciones de Santiago. El 17 de octubre de 2001 el Senado aprobó por unanimidad su nombramiento como ministra de la Corte Suprema para proveer la vacante dejada por renuncia del ministro Osvaldo Faúndez Vallejos, asumiendo el 5 de noviembre del mismo año. Jubiló en 2006, tras cumplir la edad máxima legal.

## Primera ministra de la Corte Suprema
Entre 1823 y 2001 la Corte Suprema de Chile solo se integró con hombres, por lo que la llegada de Morales al máximo tribunal de su país cambió completamente los esquemas al interior del Palacio de Tribunales. Desde tener que habilitar baños para damas hasta la creación de Secretaría Técnica de Igualdad de Género, la incorporación de la mujer a la Corte Suprema marcó un antes y un después en el Poder Judicial.
Sus funerales, se realizaron el 26 de diciembre en el Cementerio Metropolitano, en la comuna de Lo Espejo a las 14:00 horas.